# Maïmouna Dramé
Pour les articles homonymes, voir Dramé.
Maïmouna Dramé, née le 25 mars 1955 à Bamako, est une  femme politique malienne, membre du Rassemblement pour le Mali (RPM).

## Biographie
Maïmouna Dramé est présidente des femmes du RPM de Ségou, conseillère municipale à la mairie de la Commune urbaine de Ségou et 2e vice-présidente du Conseil de cercle de Ségou. Elle est ensuite  élue députée à l'Assemblée nationale aux élections législatives maliennes de 2013 dans le cercle de Ségou.
Elle est réélue députée aux élections législatives maliennes de 2020 dans le cercle de Ségou. Elle est nommée 1re secrétaire parlementaire du bureau de l'Assemblée nationale. L'Assemblée nationale est dissoute le 19 août 2020 après un coup d'État.